# Neto Borges
Vivaldo Borges dos Santos Neto, född 13 september 1996,, är en brasiliansk fotbollsspelare som spelar för Middlesbrough. Neto Borges är en storväxt vänsterfotad ytterback.

## Karriär
I slutet av 2017 tecknade Neto Borges ett treårigt kontrakt med Hammarby Fotboll. Han spelade tidigare i CA Tubarao där han spelade i det regionala mästerskapet i delstaten Santa Catarina.
Den 3 januari 2019 värvades Borges av den belgiska klubben Genk. Övergången beräknades bli en av de största i Hammarby Fotbolls historia, cirka 20 miljoner kronor. Borges debuterade i Jupiler League den 26 januari 2019 i en 2–1-förlust mot Royal Excel Mouscron.
I augusti 2020 lånades Borges ut till Vasco da Gama på ett låneavtal fram till juli 2021. I augusti 2021 lånades han ut till portugisiska Tondela på ett säsongslån. I juni 2022 värvades Borges av franska Clermont, där han skrev på ett tvåårskontrakt med option på ytterligare ett år.
Den 27 augusti 2024 värvades Borges av Middlesbrough, där han skrev på ett treårskontrakt.